# Zero Divide
Zero Divide est un jeu vidéo de combat de robots développé par ZOOM Inc. et édité par Ocean Software sorti en 1996 sur PlayStation.
Il a pour suite Zero Divide 2: The Secret Wish.

## Système de jeu
Les combats sont relativement lent mais technique. Le jeu ne possède pas de mode entrainement pour apprendre les différentes techniques des personnages qui rend certains combats difficiles. En plus d'une barre de vie classique chaque combattant possède un petit écran retranscrivant l'usure des parties d'armures présentes sur les robots, varie du bleu au rouge foncé, lorsque celles-ci sont cassées elle n'est plus visible sur le personnage au combat.

## Personnages
- Zero
- Wild3
- Io
- Eos
- Cygnus
- Draco
- Nereid